# Hessea stellaris
Hessea stellaris là một loài thực vật có hoa trong họ Măng tây. Loài này được (Jacq.) Herb. mô tả khoa học đầu tiên năm 1837.